# Ninhydrin
Ninhydrin je organická sloučenina vyskytující se ve formě bílých až světle žlutých krystalků. Používá se především ke stanovení amoniaku a aminokyselin. Při těchto reakcích vzniká tmavě modrá až fialová sloučenina, známá též jako Ruhemannův purpur.

## Vlastnosti
Ninhydrin je pevná krystalická látka. Barva je bílá nebo světle žlutá. Je dobře rozpustný ve vodě i ethanolu, naopak jen těžce v diethyletheru a chloroformu. Lokálně dráždí sliznice a kůže, přičemž je barví domodra.

## Použití

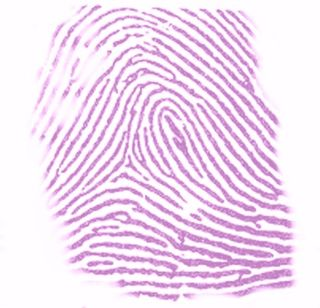
Otisk prstu obarvený ninhydrinem

Ninhydrin se používá k analýze aminokyselin, z nichž je složena bílkovina - díky hydrolýze se bílkovina rozštěpí na jednotlivé aminokyseliny, které následně zreagují s ninhydrinem. Ninhydrin tvoří purpurový produkt při reakci s alfa-aminokyselinami, zatímco reakce s iminovou skupinou prolinu a hydroxyprolinu dává žlutý produkt.
Ninhydrin může být také využit k analýze amonného iontu. Roztok s jeho předpokládaným obsahem je titrován ninhydridem na vhodném substrátu (například silikagel) - pokud roztok amonný iont skutečně obsahoval, získá výraznou modrofialovou barvu. Obvykle se ninhydrin používá v daktyloskopii k hledání otisků prstů (díky aminokyselinám a peptidům, které se sloupávají z kůže a které s ninhydrinem reagují). Může být také součástí samoopalovacích krémů.